# Albertus-Magnus-Platz (Köln)
Der Albertus-Magnus-Platz ist der Platz des zentralen Campus der Universität zu Köln. Er liegt im Kölner Stadtteil Lindenthal an der Universitätsstraße, die ihn unterquert, am äußeren Rand des Inneren Grüngürtels.

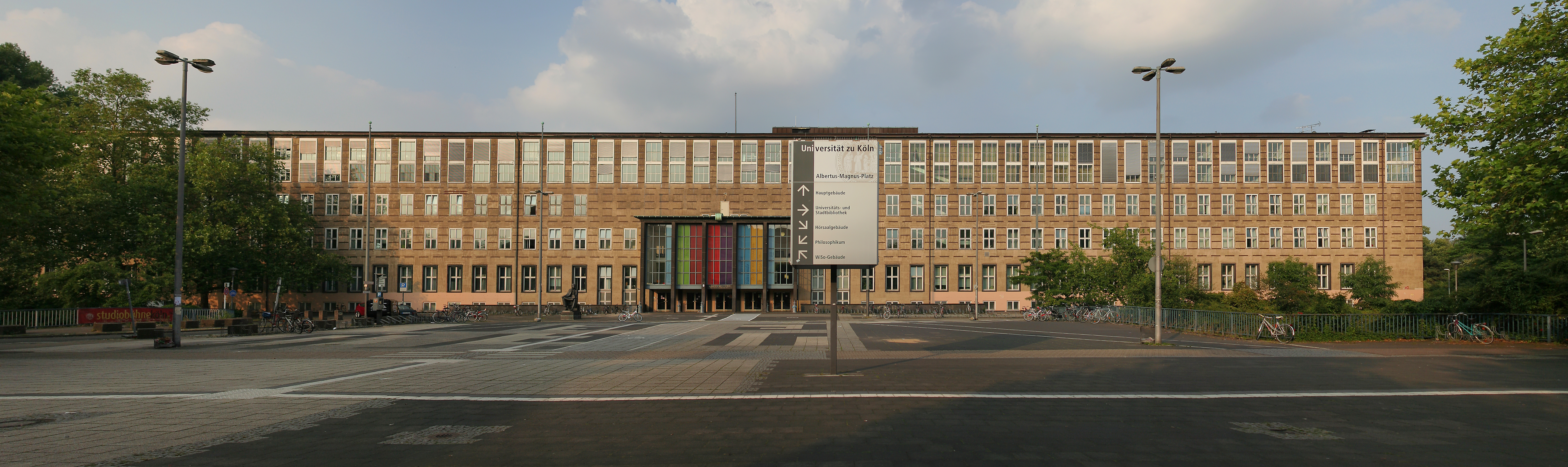
Hauptgebäude und Albertus-Magnus-Platz

## Entstehung
Mit dem Neubau der Universität 1929 bis 1934 wurde das Areal vor beziehungsweise gegenüber dem heutigen Hauptgebäude von der Stadt nach Albertus Magnus benannt, einem der geistigen Väter der etwa 100 Jahre nach ihm von der Stadt Köln gegründeten alten Universität. Der Platz bestand im Wesentlichen aus einem schmalen gepflasterten Vorplatz mit Anfahrt zum Gebäude von der Universitätsstraße aus. Er setzte sich allerdings jenseits der hier Allee-artigen Universitätsstraße in einer ebenfalls mit zwei Platanenalleen begrenzten schattigen Rasenfläche fort, die seit den 1950er Jahren durch ein einfaches einstöckiges Hörsaalgebäude, unter Studierenden Scheune genannt, begrenzt wurde. Ursprünglich sollten hier in Richtung auf die medizinischen Einrichtungen weitere Bauten einen echten Campus bilden, die aber nicht mehr zustande kamen.

## Umgestaltung
Mit dem Wachstum der Studierendenzahlen waren zahlreiche Neubauten notwendig, so ein neues Hörsaalgebäude (1964–68), eine neue Bibliothek (1968) und das Philosophikum (1971–74), die jetzt einen zusätzlichen gepflasterten Bereich gegenüber dem Hauptgebäude umschließen. Zugleich wurde zwischen 1965 und 1968 die Universitätsstraße abgesenkt und gedeckelt, sodass jetzt vor dem Haupteingang ein autofreier Platz entstand.

## Kunst am Platz
Die Bodenmosaiken wurden von Jürgen Hans Grümmer gestaltet, der mit dem Architekten von USB und Philosophikum Rolf Gutbrod zusammenarbeitete.
Die Plastik des Albertus Magnus von Gerhard Marcks von 1956 steht wieder vor dem Hauptgebäude. Vor dem Philosophikum steht eine Stele von Ulrich Rückriem aus 2004.

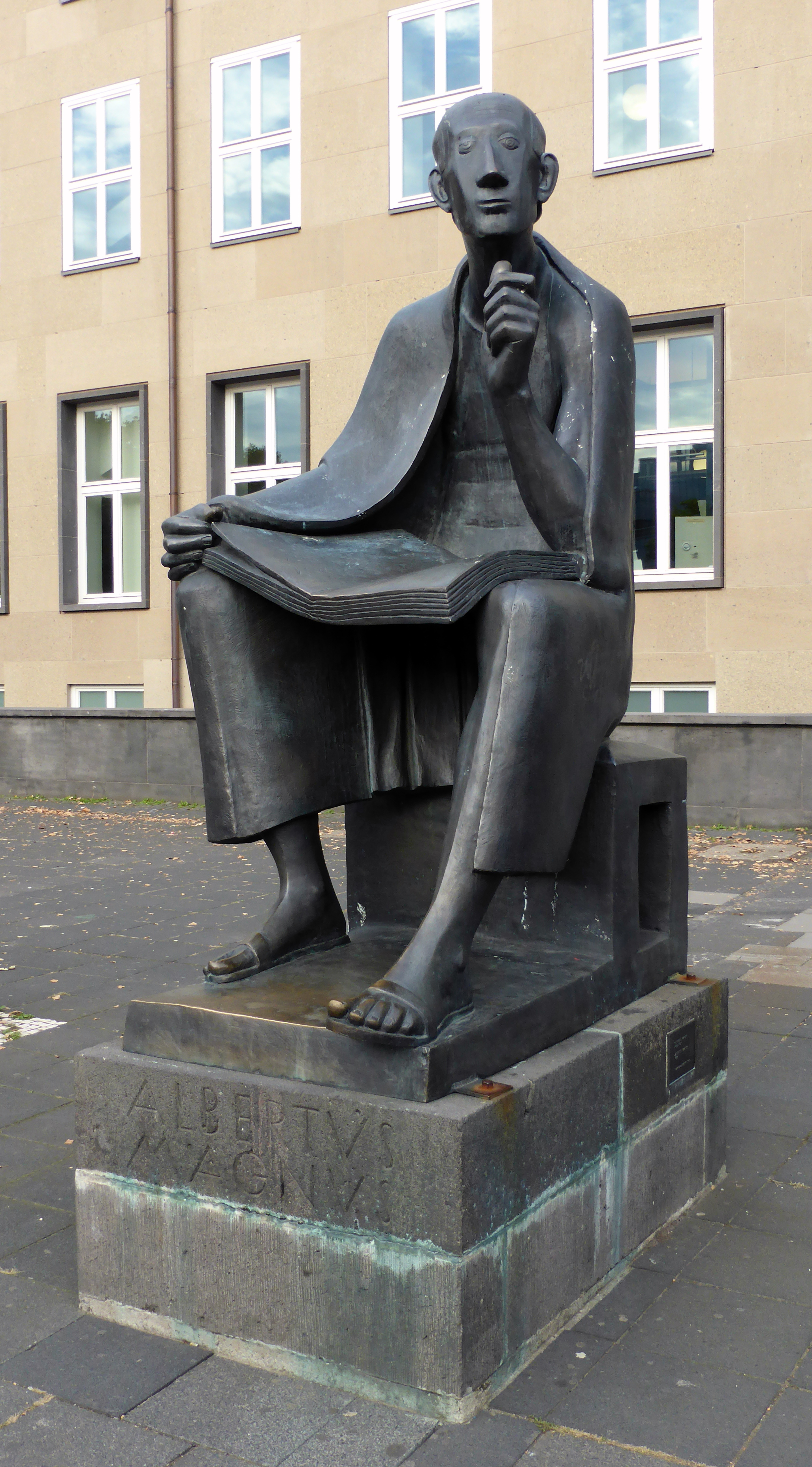
Der "Platzherr"
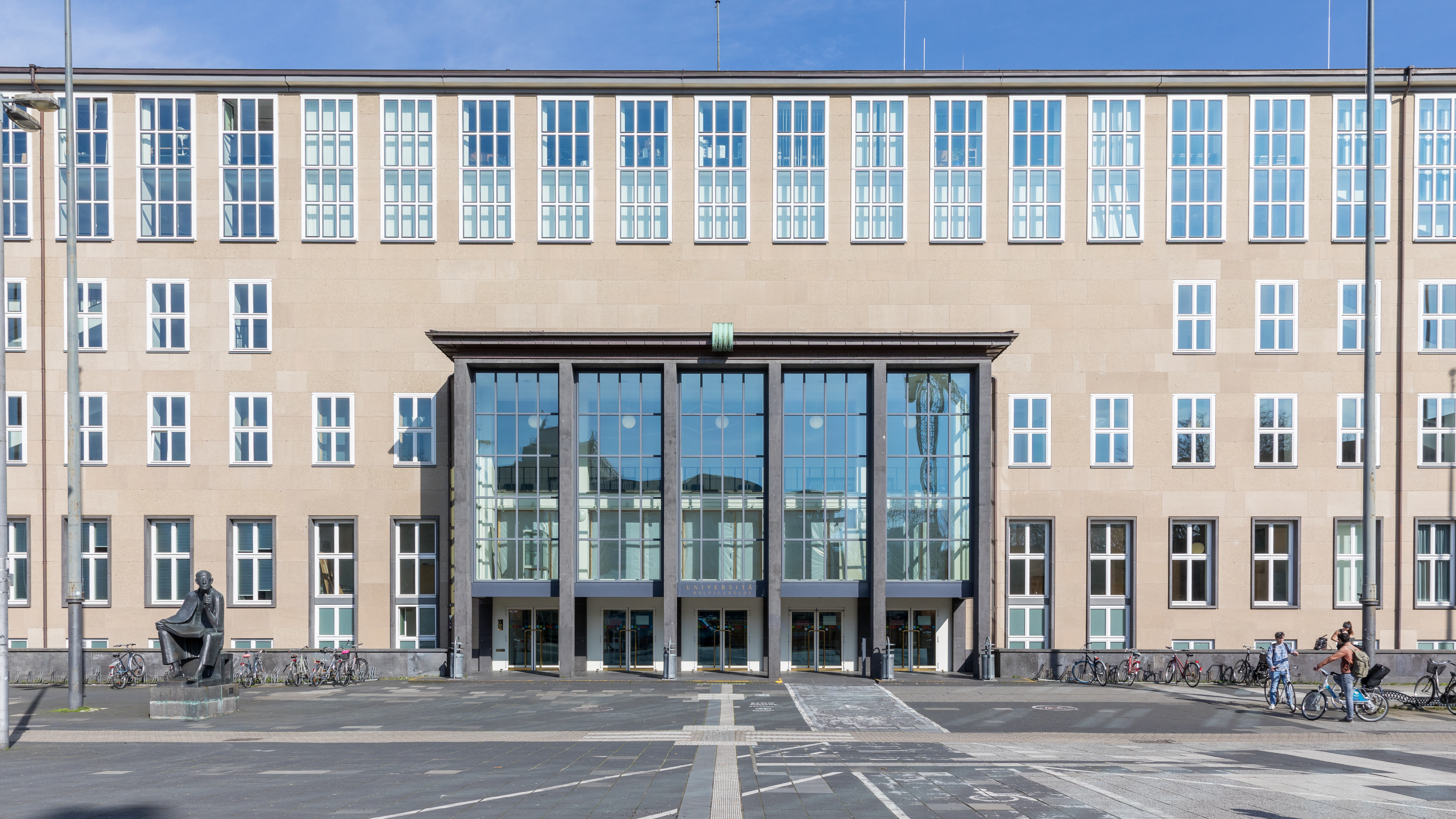
Hauptgebäudeeingang, Platz und Albertus Magnus-Figur
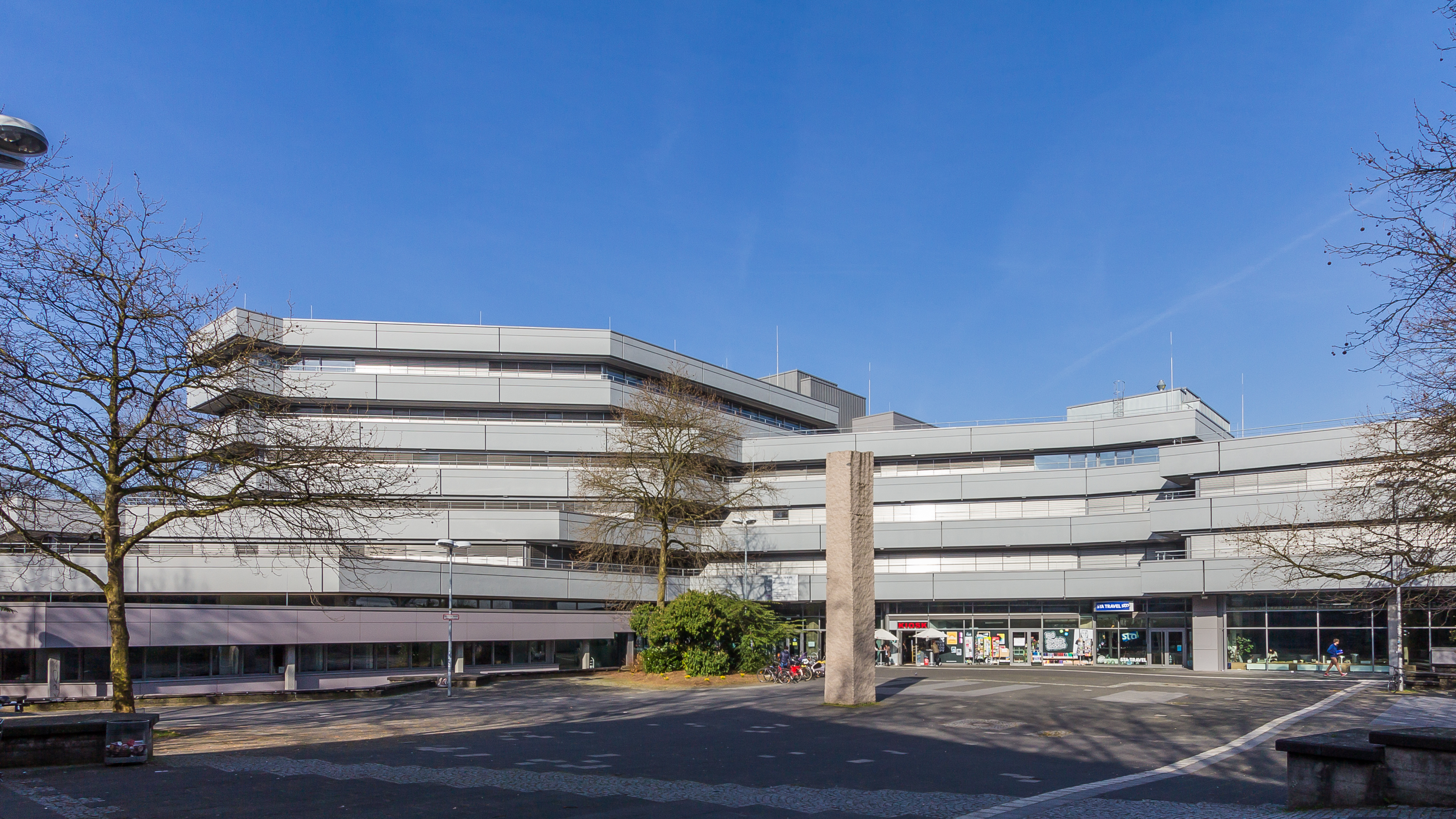
Philosophikum rechte Begrenzung des Platzes mit Stele von Rückriem
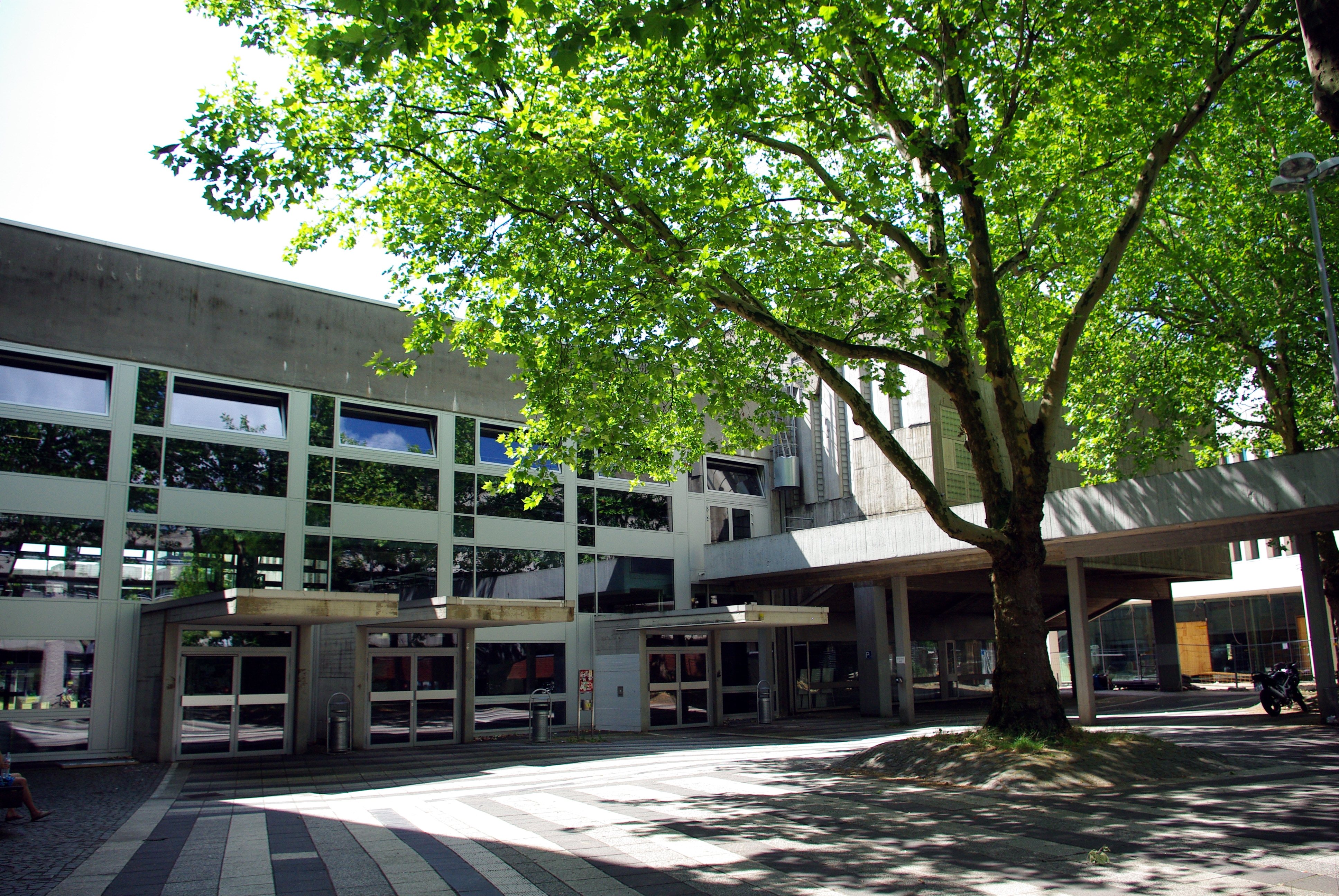
Hörsaalgebäude links vom Platz

## Angebote auf dem Platz
Das Angebot des Kölner Studierendenwerks mit Cafeterias im Hauptgebäude und im Philosophikum wird auf dem Platz ergänzt durch einen externen kommerziellen Anbieter. So kann man hier im PIKA Eis, Kaffee und Zubrot, Pizza und kleinere Mahlzeiten in einem Pavillon kaufen und konsumieren, der lange Zeit vom Italienischen Bob-Meister Nevio De Zordo geführt wurde.

## Anlieger
Einziger Anlieger ist die Universität zu Köln, sie hat im Allgemeinen die Hausnummer 1 oder firmiert ganz ohne Nummer. Die übrigen Gebäude haben Nummern der Universitätsstraße, so zum Beispiel das Philosophikum die Nummer Universitätsstraße 41.